# HD 97989
HD 97989，又名BD+50 1807，SAO 43675、HR 4367，是一颗恒星，视星等为5.88，位于銀經155.72，銀緯61.19，其B1900.0坐标为赤經11h 11m 3.8s，赤緯+50° 61.19′ 20″。